# 安孔區

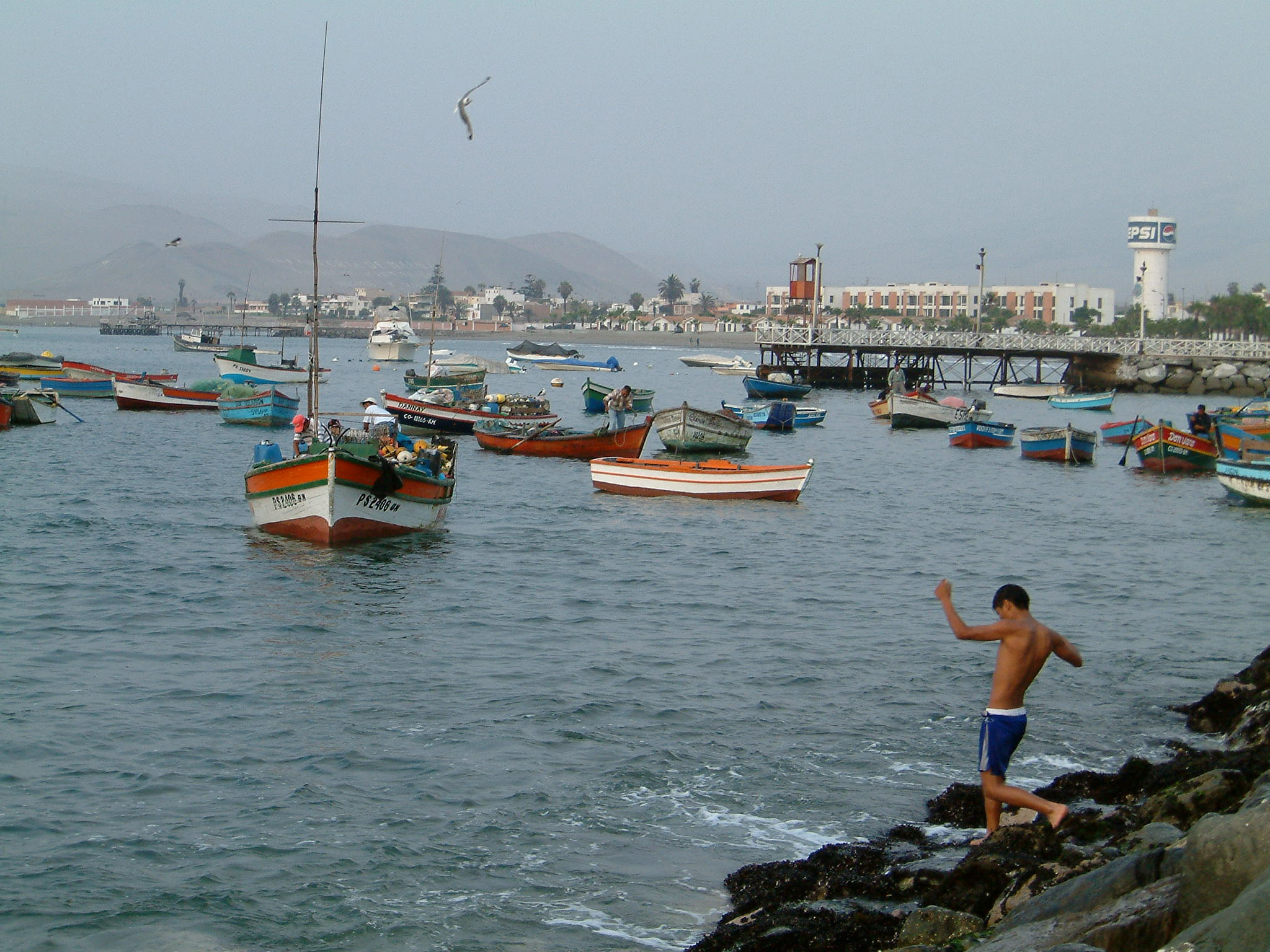

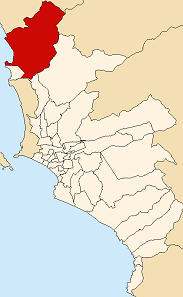

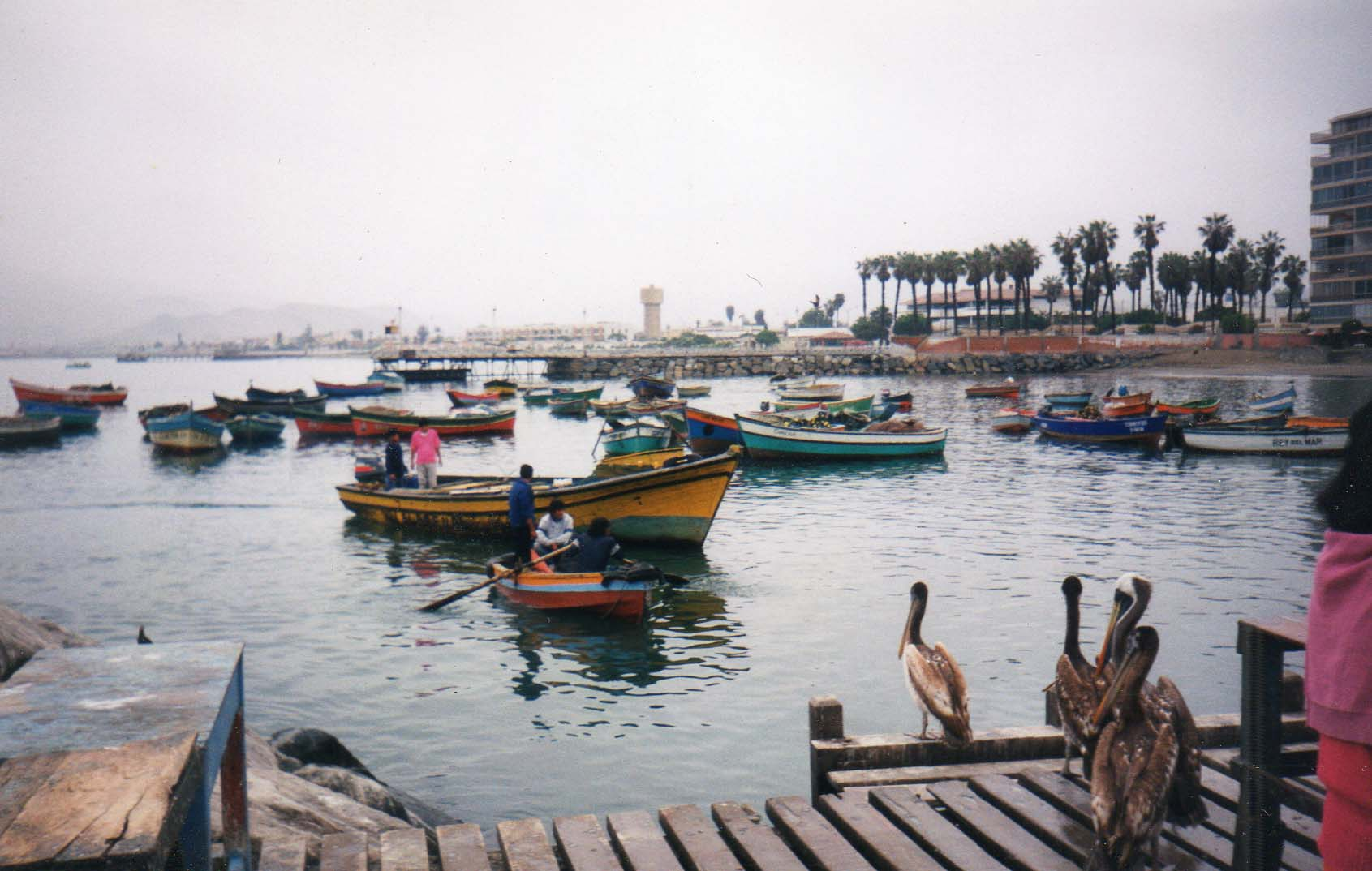

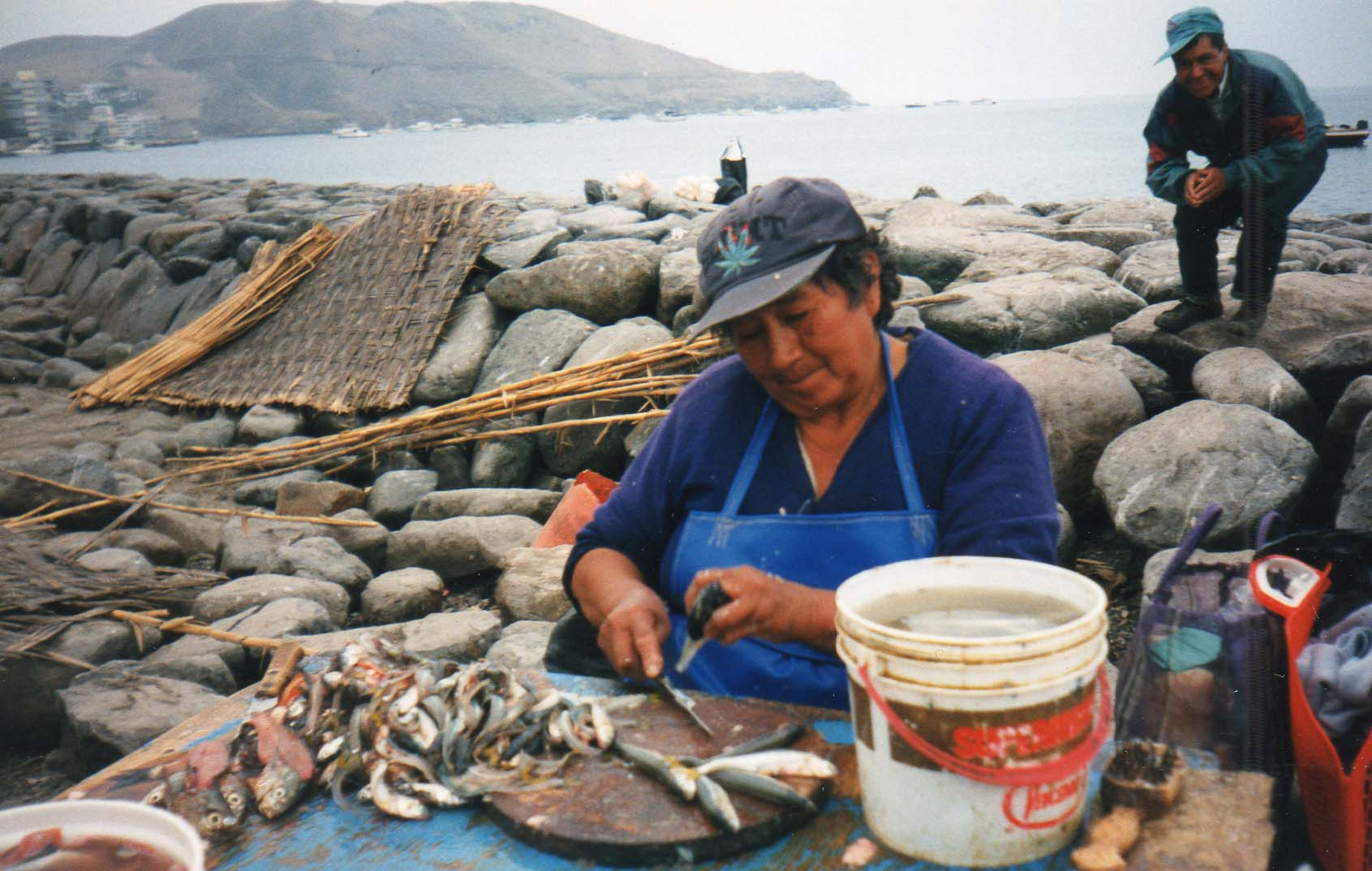

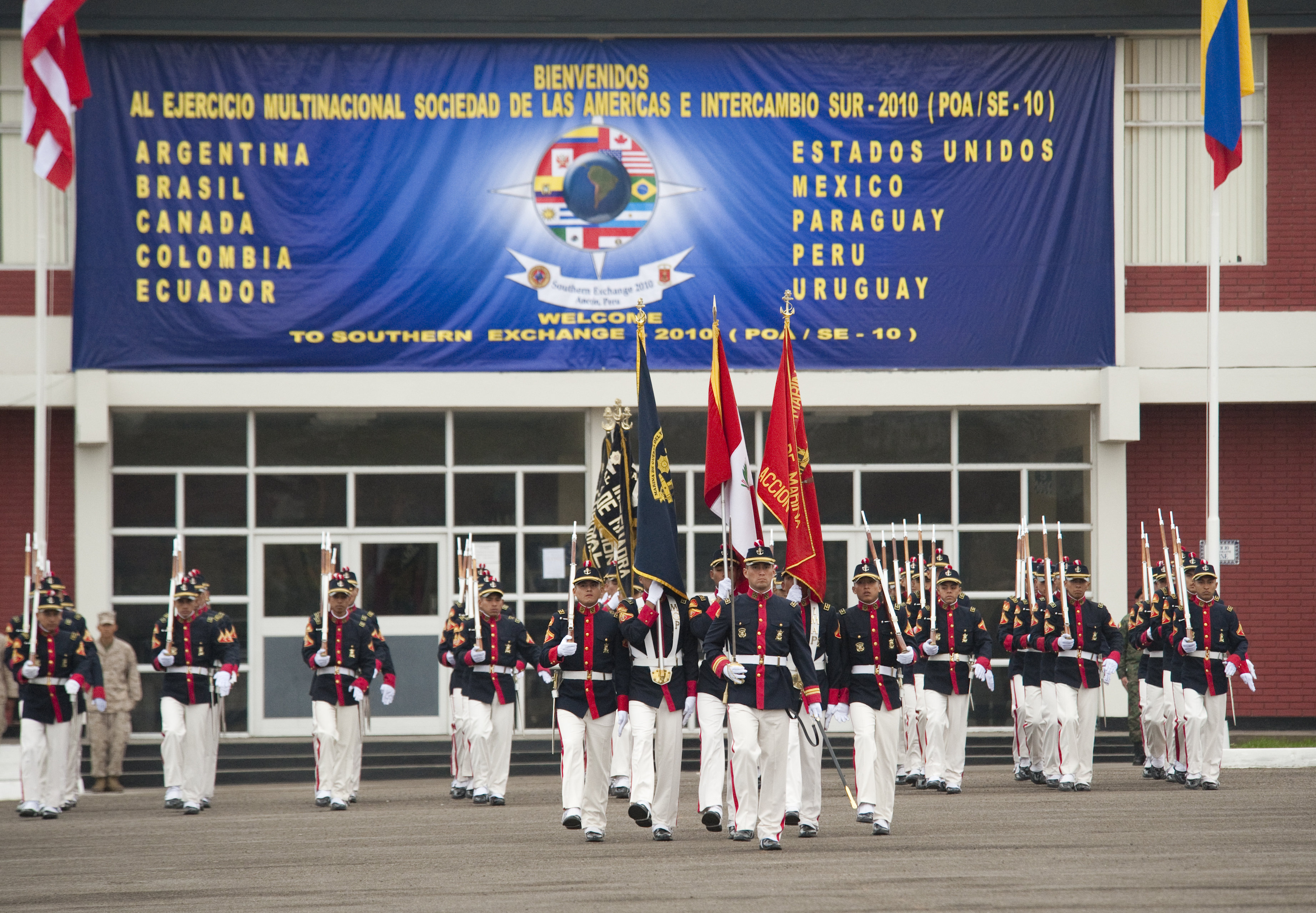

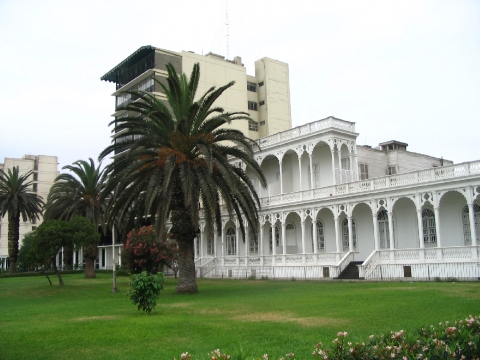

11°44′S 77°09′W / 11.733°S 77.150°W
安孔區（西班牙語：Distrito de Ancón），是秘魯的一個區，位於該國西部利馬大區的利馬省，始建於1874年10月29日，面積299.22平方公里，海拔高度3米，2005年人口29,419，人口密度每平方公里98人。